# Erlauer Stierblut

Weinbauregion Eger

Der Egri Bikavér ist ein ungarischer Wein. Im deutschsprachigen Raum kommt er als Erlauer Stierblut in den Handel.
Der Egri Bikavér wird in der nordungarischen Weinbauregion Eger erzeugt. Er ist ein Verschnitt aus zumindest drei Rotweinsorten. Trägersorte war ursprünglich der in der Kultivierung und Vinifizierung zuweilen problematische Kadarka, der mit Weinen aus Blauem Portugieser, Merlot, Kékfrankos und Cabernet verschnitten wurde. Häufig wurden Weingärten auch gemeinsam mit diesen Reben bestockt, und das Lesegut bildete so einen natürlichen Verschnitt, den sogenannten Gemischten Satz. Heute bildet vor allem der Kékfrankos den Grundwein, während Weine aus Kadarka in den Hintergrund getreten sind.
Ausgebaut wird der säurearme, tiefdunkle, volle Rotwein in alten Eichenfässern und reift mindestens zwei Jahre vor Flaschenabfüllung.
Gute Kompositionen können von hervorragender Qualität sein. Häufig werden jedoch unter diesem Markennamen relativ durchschnittliche Massenweine vertrieben.
Außer in Eger wird auch in der ungarischen Weinbauregion Szekszárd eine Cuvée mit dem Namen Bikavér gekeltert.

## Legende
Einer Legende zufolge tranken die Verteidiger Egers ihren heimatlichen Wein, um ihren Kampfeswillen und ihre Moral zu steigern. Als jedoch osmanische Belagerer die rotgefärbten Bärte der Verteidiger sahen, glaubten sie, die Erlauer hätten das Blut von Stieren getrunken, um sich deren Wildheit und Kampfesstärke anzueignen und zogen sich schließlich zurück, da sie durch diesen Eindruck demoralisiert worden waren. Die Legende ist wunderbar, wurde jedoch vom Dichter Géza Gárdonyi erfunden. Der Dichter Géza Gárdonyi (geb. Ziegler) stammte aus der Ortschaft Gárdony am Velencer See in der Weinbauregion Szekszárd, wo Stierblutwein schon lange gang und gäbe war. Als Gárdonyi nach Eger umzog, erfand er das Fabelmärchen über den Stierblutwein aus Eger, der in einer berühmten Schlacht im Jahre 1552 bei den kriegerischen Auseinandersetzungen gegen die Türken eine Rolle spielen sollte. Erst bei der Veröffentlichung seines Buches im Jahre 1899 stellte sich heraus, dass man den Stierblutwein in Eger überhaupt nicht kannte. In Eger machte das nichts aus, die Gesellschaft schloss ihn dafür gerne in ihre Reihen – und macht seit vielen Jahrzehnten so viel Werbung für den Stierblutwein aus Eger, dass man in Ungarn außerhalb von Szekszárd die Geschichte vom wahren Ursprung des Stierblutweins erst in den letzten 2–3 Jahrzehnten hören kann.